# Maikel Nabil Sanad
Maikel Nabil Sanad (anche translitterato come Michael, in arabo مايكل نبيل سند‎?, IPA:ˈmɑjkel næˈbiːl ˈsænæd; Asyūṭ, 1º ottobre 1985) è un attivista e blogger egiziano.
Si è laureato in Medicina Veterinaria presso l'Università di Asyut nel 2009, attualmente è iscritto alla Willy Brandt School of Public Policy presso l'Università di Erfurt, in Germania. È conosciuto per la sua attività di promozione dei valori liberali e democratici in Egitto, inoltre cerca di promuovere relazioni pacifiche tra Egitto e Israele.

## Biografia

### Pacifismo
Il 9 aprile 2009 Nabil fonda il movimento contro il servizio militare obbligatorio No to Compulsory Military Service. Nell'ottobre 2010, dichiara la sua obiezione di coscienza, scrivendone nel suo blog e chiedendo di essere escluso dal servizio militare. Invece, viene arrestato il 12 novembre 2010 dalla polizia militare poi rilasciato il giorno successivo, e finalmente esentato dal servizio militare sulla base delle sue condizioni mediche. Il “No to Compulsory Military Service” sostiene altri due obiettori di coscienza, Emad Dafrawi e Mohamed Fathi, e nell'aprile 2013 ha protestato per la liberazione dell'obiettore di coscienza israeliano Natan Blanc.

### Arresto
Nabil prende parte attivamente alla rivoluzione egiziana. Viene arrestato e torturato il 4 febbraio dalla polizia militare, poi rilasciato 27 ore dopo. Viene arrestato nella sua casa a Ain Shams, quartiere del Cairo, alle 17 del 28 marzo 2011 da parte dell'intelligence militare. Ha potuto solo chiamare il fratello il giorno seguente per informarlo del suo arresto. Nabil fu condannato a tre anni di carcere per “offese all'esercito” per il suo slogan “l'esercito e il popolo non saranno mai una mano sola” da parte della corte 10 Ramadan a Nasr City al Cairo il 10 aprile. Prima di questo, fu imprigionato nel carcere di massima sicurezza a El Marg, che non permette di far filtrare la luce del sole. Inoltre, fu messo in carcere con altri detenuti che lo minacciavano. Gli è stato negato cibo e acqua ed è stato costretto a dormire in brande infestate da insetti. Questo gli portò diverse allergie. Nabil soffre di problemi cardiaci e di sbalzi di pressione sanguigna, pertanto chiese ai medici di essere sottoposto a controlli di routine. Iniziò lo sciopero della fame il 23 agosto 2011. Durante lo sciopero della fame, entrò in coma due volte e rischiò la vita numerose altre volte. Il 14 dicembre 2011, la Corte d'Appello militare egiziana ridusse la sua condanna a due anni di arresto, nonostante la difesa chiedesse la scarcerazione. In 29 dicembre a Piazza Tahrir, ci fu una manifestazione di protesta in solidarietà di Maikel Nabil per la sua scarcerazione. Il 23 gennaio 2012, Nabil viene rilasciato.

### Opinioni politiche
Nabil si definisce nel suo blog come “liberale, laico, capitalista, femminista, occidentale, pacifista, ateo, materialista, realista, globalista, antimilitarista”. È conosciuto per la sua attività di promozione del libero mercato come parte integrante delle democrazia liberale. È anche parte della campagna contro la circoncisione maschile in Egitto. Sostiene i diritti LGBT e l'aborto.
Nabil è conosciuto anche per le sue posizioni in merito ai rapporti pacifici tra Egitto e Israele. La sua dichiarazione di rifiuto del servizio militare nell'ottobre del 2010 inizia con: “Non sono pronto ad impugnare un'arma contro un soldato israeliano che difende il diritto del suo paese ad esistere”. Più tardi, nel dicembre 2010, scrive l'articolo “Perché sono filoisraeliano”, che viene ripubblicato successivamente nel Al-Tawassul, il sito ufficiale arabo del Ministero degli Affari Esteri israeliano. All'inizio della rivoluzione egiziana del 2011, Nabil manda un messaggio ad Israele tramite youtube, chiedendo il supporto di Israele alla rivoluzione egiziana, sostenendo che la democrazia egiziana sarà in buoni rapporti con Israele. Nell'aprile 2012 Nabil si trasferisce in Germania per studiare alla Willy Brandt School of Public Policy presso l'Università di Erfurt. Nel dicembre 2012, visita sia Israele che la Palestina, e scrive l'articolo “Lasciate che ci sia la pace” e dà una lezione sia all'università di Gerusalemme che a quella di Tel Aviv, visitando anche la città palestinese di Ramallah.